# Retrato de Erasmo de Rotterdam

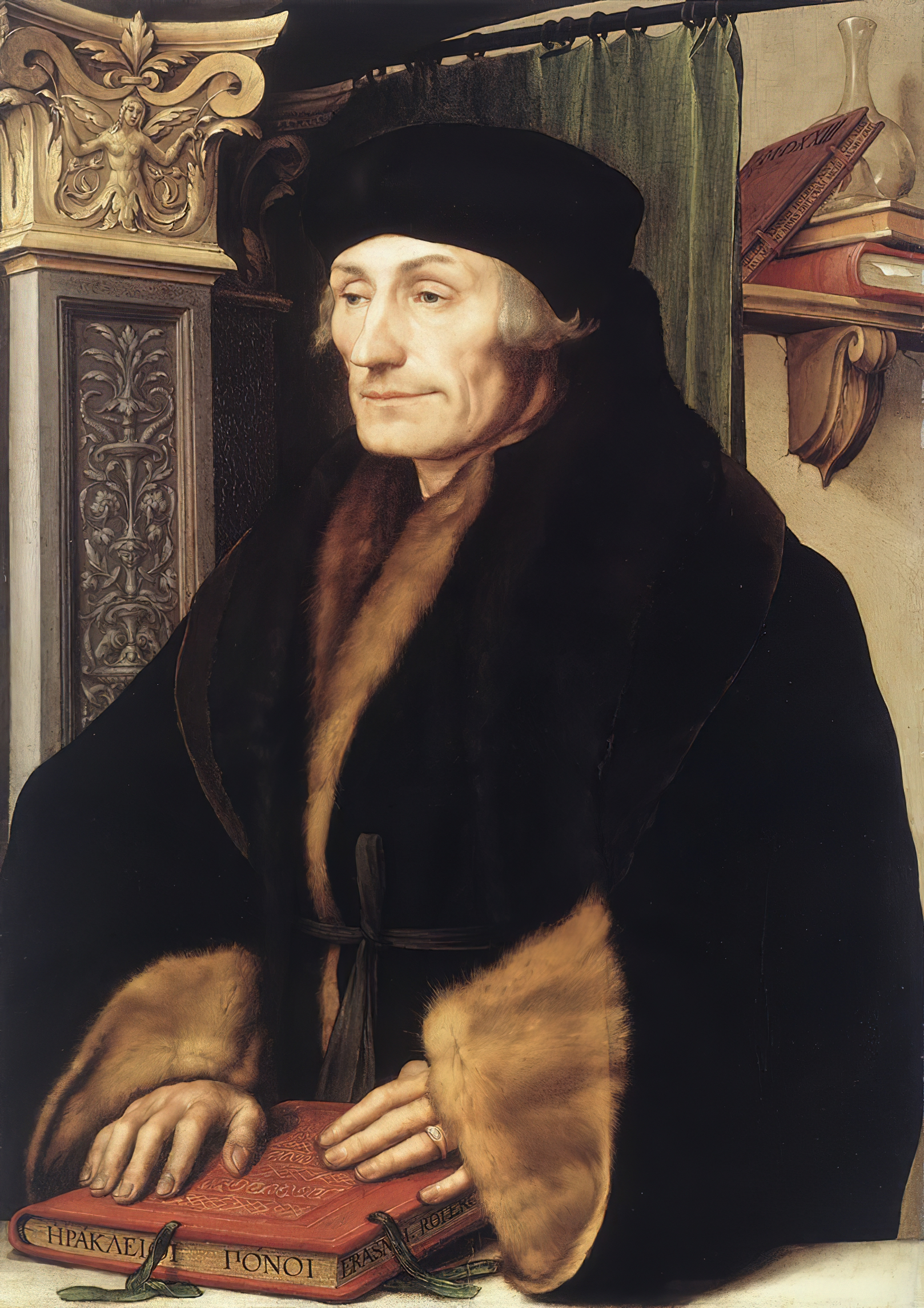
Retrato de Erasmo de Rotterdam, National Gallery, Londres.

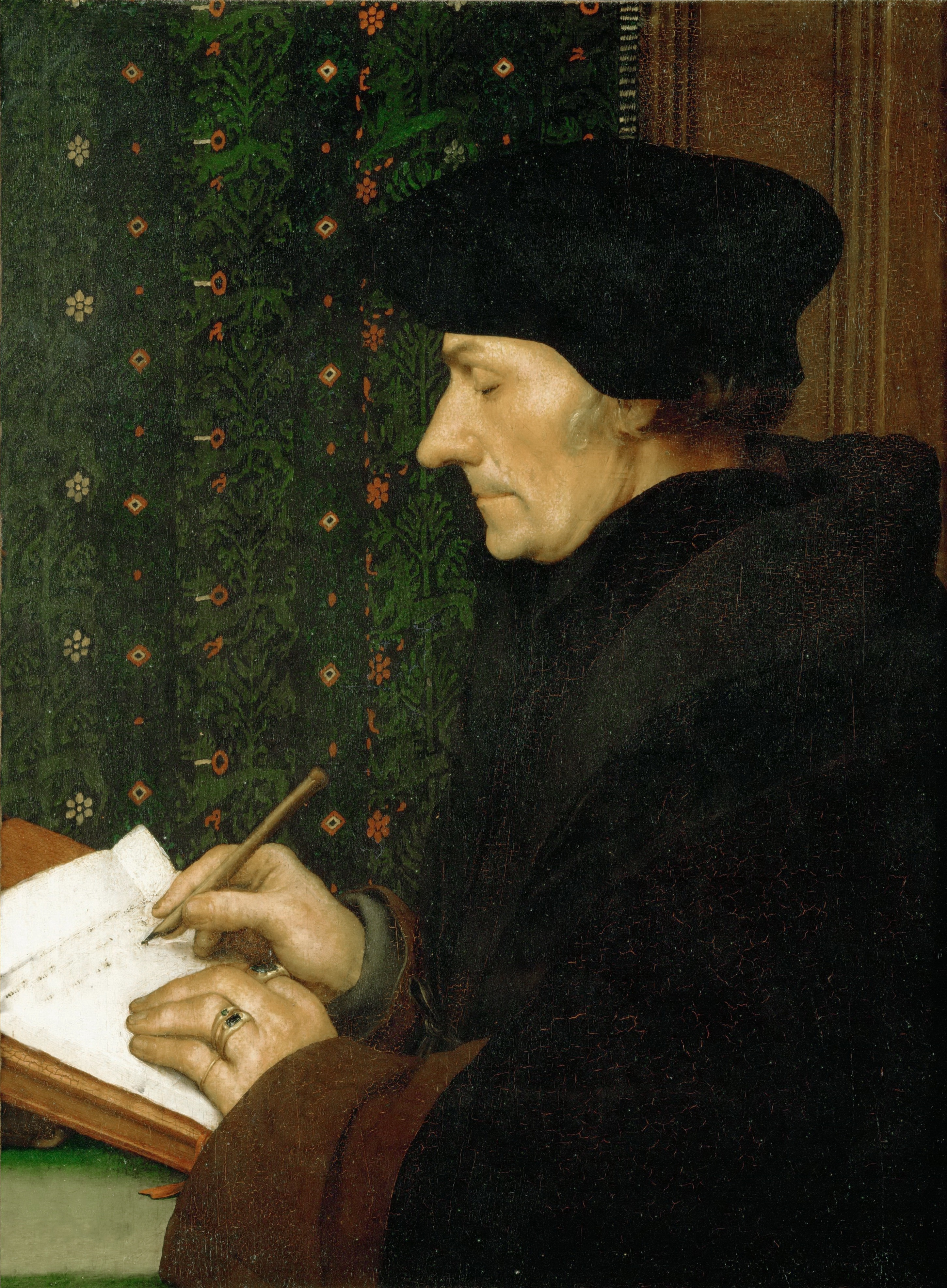
Versión de perfil, Museo del Louvre, 1523.

Hans Holbein el Joven pintó el Retrato de Erasmo de Rotterdam varias veces, y sus pinturas fueron muy copiadas, tanto en esa época como posteriormente. Es difícil separar la obra original de Holbein de la de su taller y la de otros copistas. Posiblemente sobrevivan cinco versiones en gran parte originales, así como varios dibujos realizados a modo de estudios.
Estos retratos de Holbein de la destacada figura humanista jugaron un importante papel en la difusión de la reputación del pintor por toda Europa, ya que ellos y sus copias tuvieron una amplia distribución. Cuando Holbein se mudó a Inglaterra llevaba consigo una carta de recomendación de Erasmo para Tomás Moro, en cuya casa vivió inicialmente.

## Comisión
Desiderio Erasmo de Rotterdam (1466/69-1536) fue un renombrado erudito y teólogo humanista. En 1521 se trasladó a Basilea, ciudad donde vivía y tenía su taller Hans Holbein el Joven. Era tal la fama de Erasmo, que mantenía correspondencia con eruditos de toda Europa, que necesitaba muchos retratos de sí mismo para enviarlos al extranjero a sus protectores; Aunque no era un admirador de la pintura, comprendió el poder de la imagen.  Quentin Matsys pintó a un Erasmo notablemente más joven, escribiendo, en 1517,  y usó otro retrato de perfil para una medalla en 1519.  Alberto Durero realizó un retrato grabado en 1526. Pero fueron las imágenes de Holbein las que se copiaron sin cesar. Sobre la obra, Erasmo escribió en 1524: "Recientemente envié de nuevo dos retratos de Erasmo a Francia, pintados por un artista muy hábil. El artista llevó mi retrato a Francia". 

## Versiones
Hay tres tipos principales de retratos: uno de tres cuartos, probablemente de 1523, más conocido por la versión de la National Gallery; uno de perfil también de 1523, leyendo, como en el Louvre, y uno de tres cuartos posterior, quizás c. 1530, probablemente mejor representado por el retrato en miniatura, un círculo 10 cm de ancho, en el Kunstmuseum de Basilea. El jurista francés y profesor de la Universidad de Bourges François Douaren recibió una copia del círculo de Bonifacio Amerbach.  Se desconoce el autor de las copias, pero podría haber sido Jacob Clauser.  Douaren fue profesor del hijo de Amerbach, Basilio, en Bourges.  El retrato de Douaren se ha perdido, pero podría haber sido el que compró el Museo de Rotterdam en 1862.  Este retrato fue víctima de un incendio poco después de que el museo lo comprara. 
Todos estos fueron producidos en muchas versiones, varias probablemente, al menos en parte, por el propio Holbein, o supervisadas por él. La pose y el rostro tienden a ser los mismos, pero la ropa y los fondos varían. Parece haber sido costumbre de Holbein hacer un dibujo muy cuidadoso de sus sujetos (aunque no sobrevive ningún dibujo completo de ninguno de estos retratos) y luego producir el retrato pintado sin que el modelo estuviera presente. El Louvre tiene dibujos realizados a modo de estudios de las manos tanto de su versión pintada como de la versión londinense.
También hay una pequeña representación emblemática de un Erasmo idealizado como el dios romano Término (su emblema personal), de 1532, ahora en el Museo de Arte de Cleveland.

### Londres
La versión también conocida como Retrato de Erasmo de Rotterdam con pilastra renacentista es una pintura al óleo y temple sobre tabla de 1523, que se encuentra en la National Gallery de Londres (en préstamo a largo plazo del conde de Radnor). El historiador David Starkey ha dicho que "podría decirse que este es el retrato más importante de Inglaterra. Es donde realmente comienza el retrato [inglés]". 
Holbein pintó tres retratos muy copiados de Erasmo en 1523, de los cuales este es el más grande y elaborado. Probablemente sea el enviado a William Warham, arzobispo de Canterbury, en Inglaterra. Más tarde, Holbein pintó a Warham después de que viajó a Inglaterra en 1526 en busca de trabajo, con una recomendación de Erasmo, que una vez había vivido en Inglaterra. La pintura estuvo anteriormente en el castillo de Longford, hogar del conde de Radnor, y es posible que se haga referencia a ella.
En él se muestra a Erasmo de pie tras una mesa cubierta con un paño blanco, sobre ella apoya sus manos en un libro, con palabras griegas y latinas en los cantos que se traducen como "Los trabajos hercúleos de Erasmo de Rotterdam".  Según la historiadora del arte Stephanie Buck, este retrato es "una imagen idealizada de un erudito sensible y muy cultivado, y así era precisamente como Erasmo quería ser recordado por las generaciones futuras". 
El retrato incluye un dístico en latín, presumiblemente del erudito, escrito en el borde del libro inclinado sobre el estante detrás: "Soy Johannes Holbein, a quien es más fácil denigrar que emular".  En la tapa está la fecha, en números romanos. Holbein también ha colocado una botella de vino vacía en el estante, en la que se apoya el libro.

### Algunas versiones

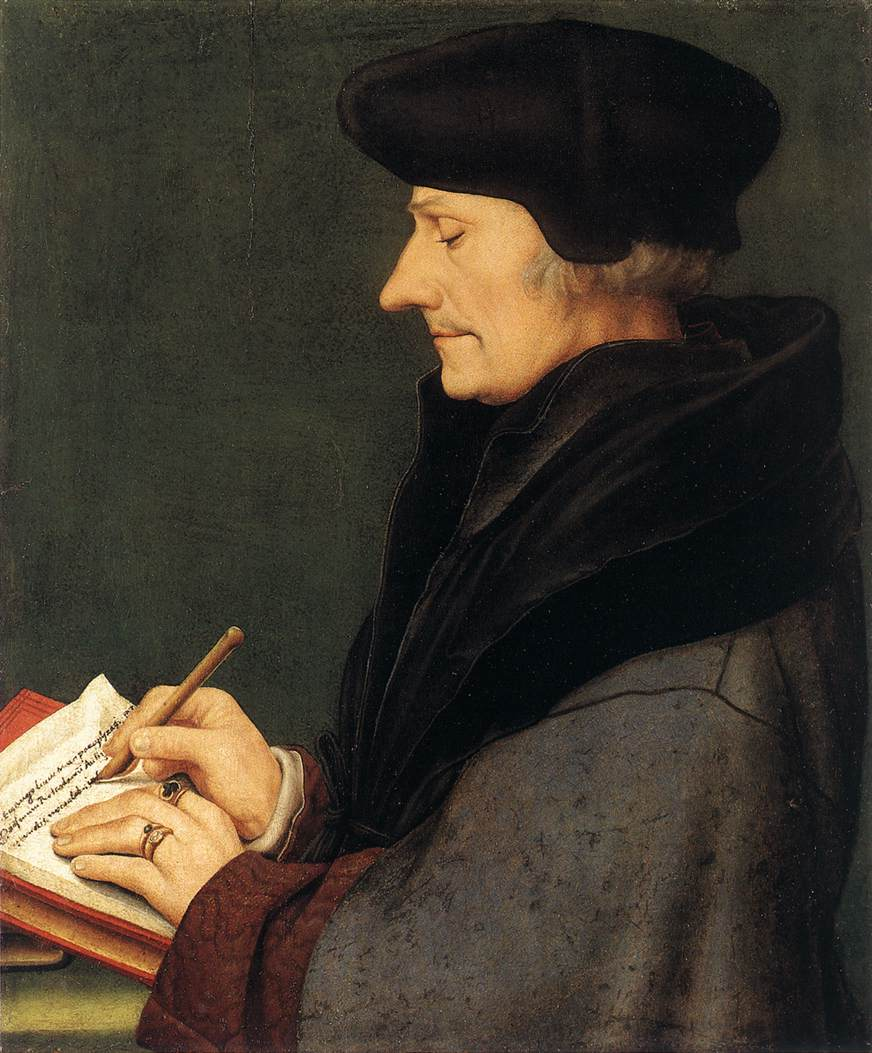
Óleo y témpera sobre papel montado sobre tabla de pino, Museo de Arte de Basilea, versión del cuadro del Louvre, que se cree que es obra del propio Holbein.
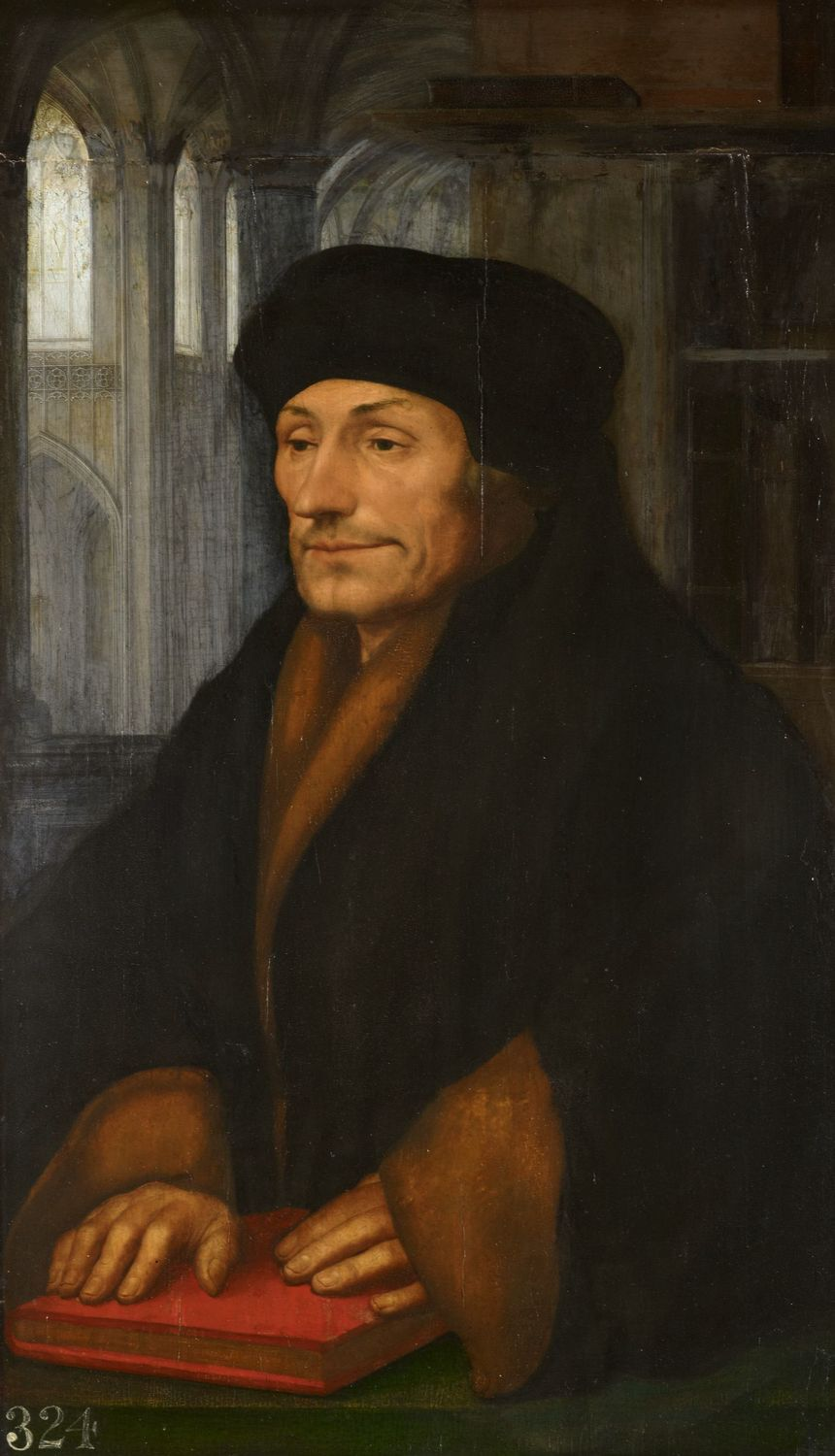
Colección Real; la figura es de Holbein y su taller, se le agregó el fondo de iglesia c. 1629.
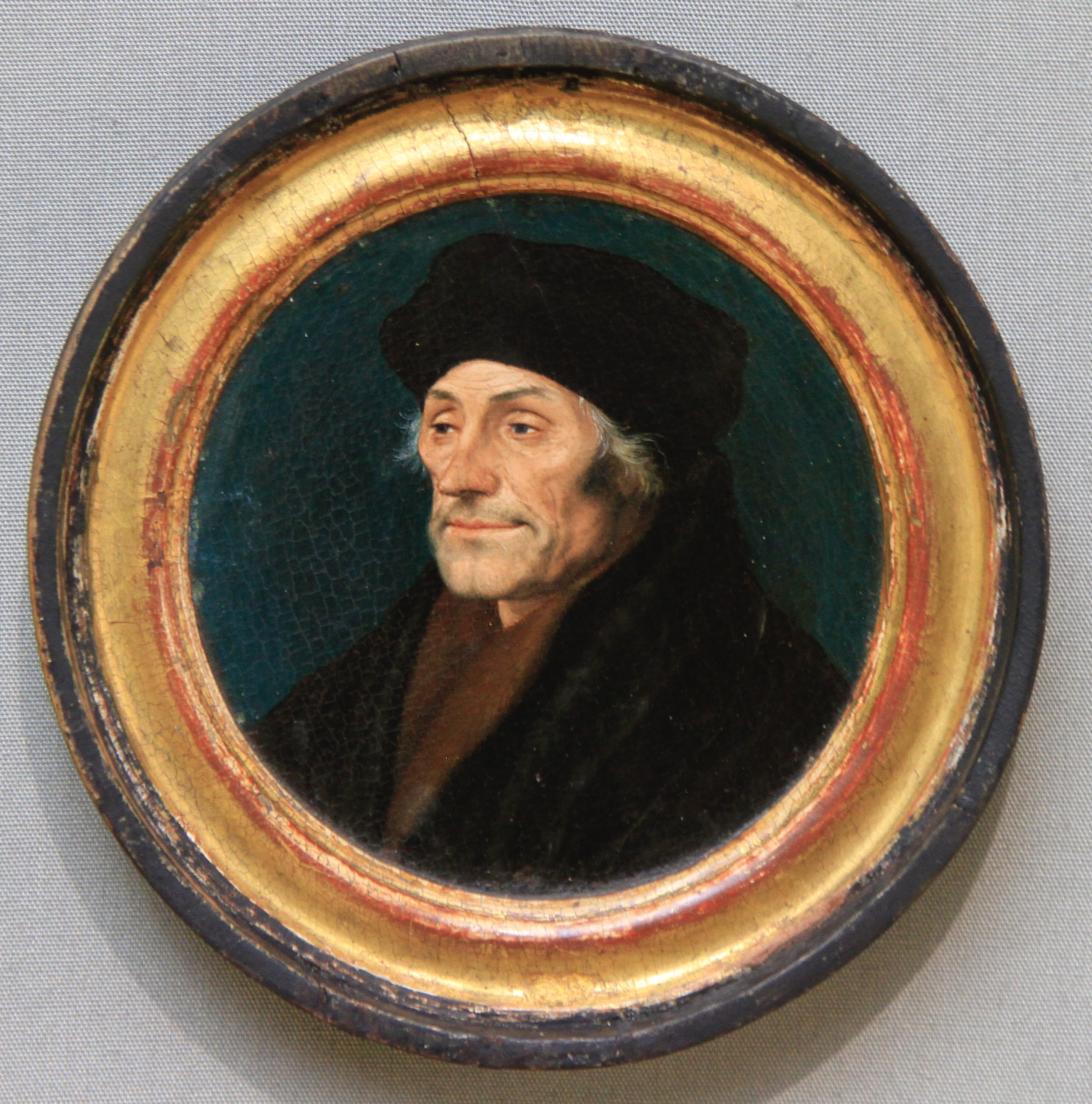
El último roundel (tondo), Museo de Arte de Basilea. Quizás de 1532.
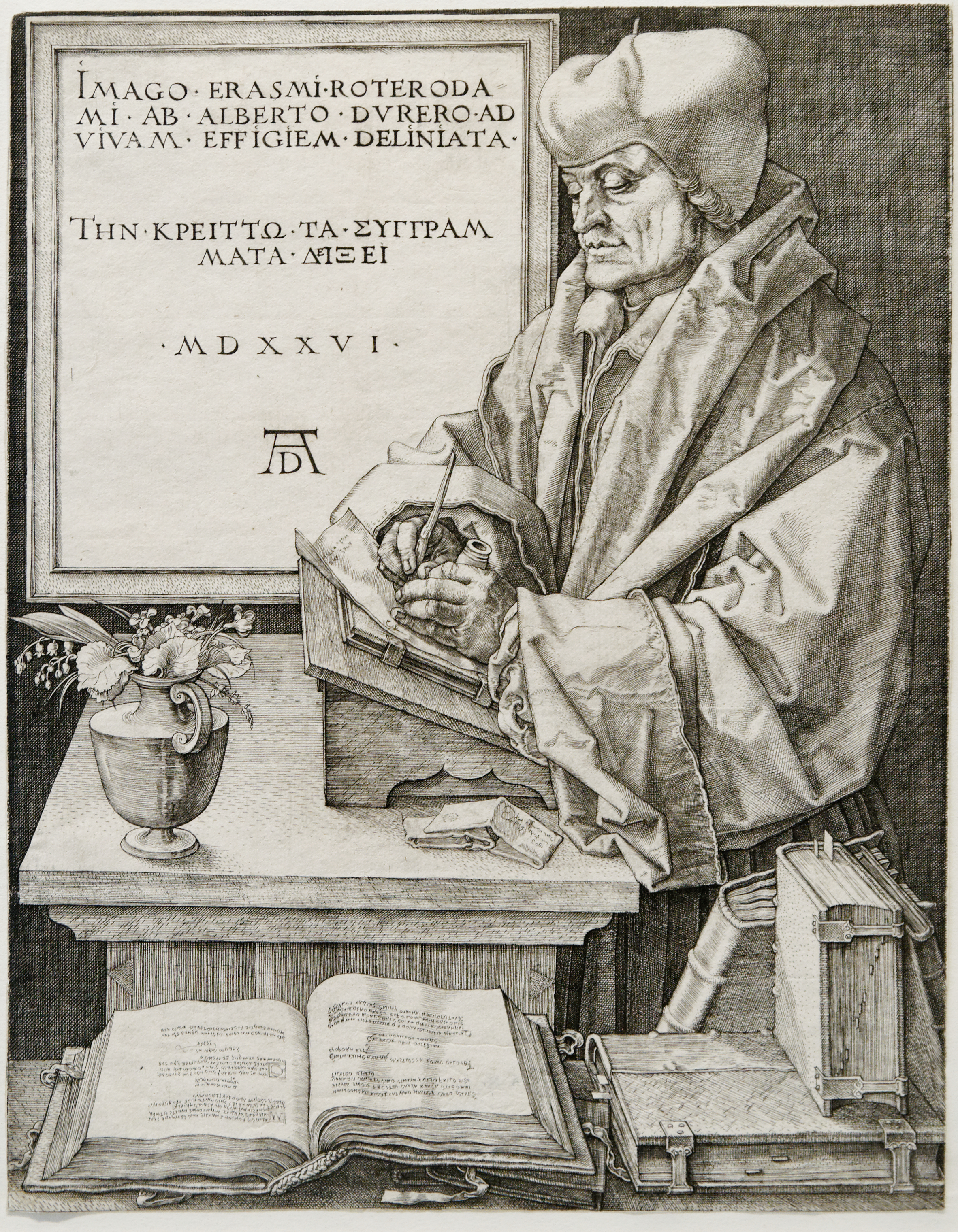
Grabado de Alberto Durero, 1526.
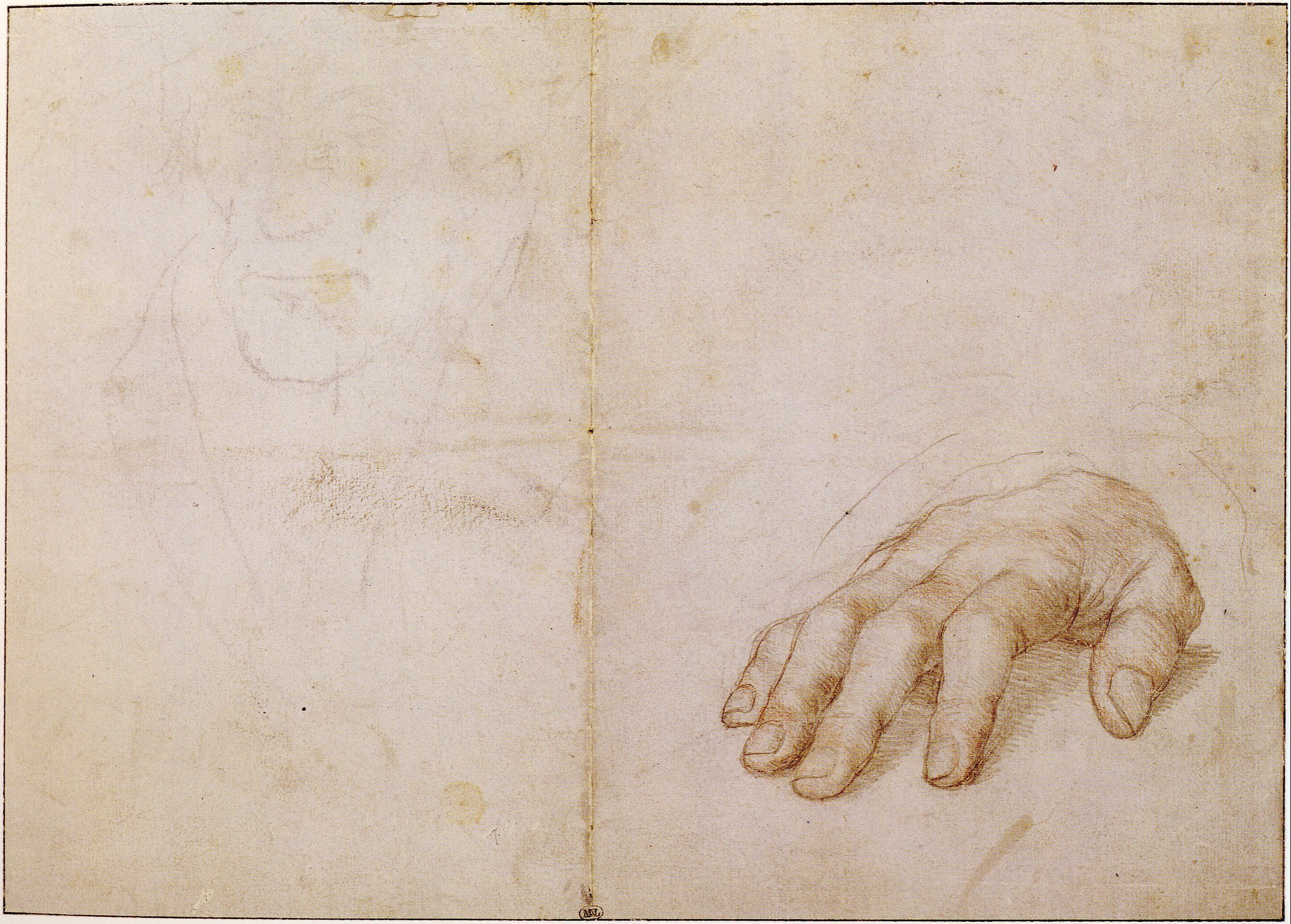
Louvre, Estudio de la mano derecha de Erasmo, con boceto del rostro. La mano se relaciona con el retrato de Londres; el rostro parece ser posterior y relacionado con el retrato circular de c. 1532.
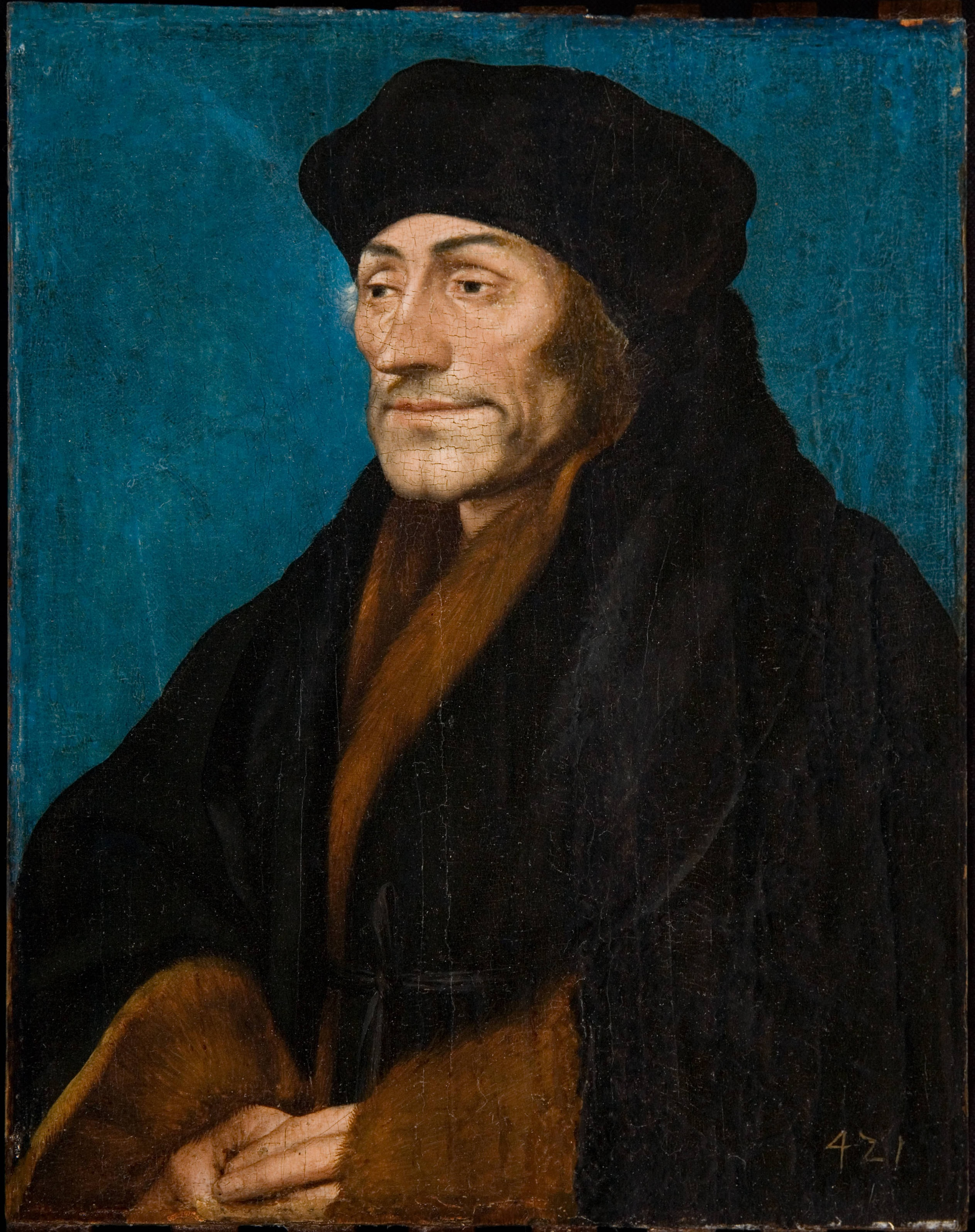
Retrato del taller de Holbein.